# Фервју (Монтана)
Фервју (енгл. Fairview) град је у америчкој савезној држави Монтана.

## Демографија
По попису из 2010. године број становника је 840, што је 131 (18,5%) становника више него 2000. године.
| Група             | 2000.       | 2010.       |
| Белци             | 678 (95,6%) | 788 (93,8%) |
| Афроамериканци    | 0 (0,0%)    | 2 (0,2%)    |
| Азијати           | 0 (0,0%)    | 0 (0,0%)    |
| Хиспаноамериканци | 17 (2,4%)   | 28 (3,3%)   |
| Укупно            | 709         | 840         |